# India’s Bandit Queen. The true Story of Phoolan Devi
India’s Bandit Queen: The True Story of Phoolan Devi ist ein Buch der indischen Autorin Mala Sen über Phoolan Devi.

## Inhalt (Zusammenfassung)
Phoolan Devi wurde als elfjähriges Mädchen von ihren verarmten Eltern aus einer niedrigen Kaste im nordindischen Uttar Pradesh mit dem 35-jährigen Putti Lal zwangsverheiratet. Nach einer ersten Vergewaltigung durch ihren Ehemann wächst sie in eine Welt der Gewalt hinein, die von der höherkastigen Minderheit des Dorfes ihres „Ehemanns“ dominiert wird und in deren Verlauf Phoolan Devi tägliche Erniedrigungen und Prügel überleben muss. Phoolan Devis Flucht aus dieser Existenz in ihr Heimatdorf ändert nichts: Nach mehreren Gruppenvergewaltigungen durch Dorfbewohner und Polizisten, wird sie nackt aus dem Dorf getrieben. Aufgenommen wird sie von den Banditen von Man Singh, den Angehörigen von Putti Lal gegen ein Lösegeld ausgeliefert und wiederum vergewaltigt und erniedrigt. Mit ihrem späteren Ehemann Vikram Mallah wird sie zur Rächerin für das Unrecht, das die Angehörigen unterer Kasten erleiden, und nimmt auch Rache an ihren Peinigern. Nach dem als Massaker wahrgenommenen Tod von Männern aus höheren Kasten in Behmai, wird Phoolan Devi als Terroristin gebrandmarkt, während drei Jahren landesweit gesucht und erfolglos von Polizei und Armee gejagt. Phoolan Devi erwarb sich in Indien zwischen 1980 und 1983 als „Banditenkönigin“ den Ruf einer Rächerin für das Unrecht, das die Angehörigen unterer Kasten erleiden müssen. Von der Bevölkerung versehen mit den Attributen der Göttin Kali (einer Inkarnation von Durga) und der Angst vor einer breiteren Heroisierung, bot ihr die indische Regierung Straffreiheit an. Am 12. Februar 1983 ergaben sich Phoolan Devi und die überlebenden Dacoits der Poolan-Singh-Gang dem Ministerpräsidenten von Madhya Pradesh – vorgängig öffentlich angekündigt, auf einer Bühne vor einem Bildnis von Durga und einem Bild von Mohandas Karamchand Gandhi, nachdem ein Vertrag ausgehandelt worden war, der ihr acht Jahre Haft und ihrer Familie Land zusicherte.

## Hintergrund
Nach ihrer Kapitulation im zentralindischen Staat Madhya Pradesh wurden die Anklagen gegen Phoolan Devi, der Kapitulationsvereinbarung entsprechend, mehrheitlich fallengelassen, aber die Regierung des Nachbarstaats Uttar Pradesh unter der Führung von hochkastigen Politikern weigerte sich die Anklagen gegen die mutmaßliche Mörderin von Behma abzuweisen. Devis Mitstreiter wurden, auch dies sah die Vereinbarung vor, zu acht Jahren Haft verurteilt, Phoolan Devi hingegen musste ohne Gerichtsverhandlung elf Jahre in indischen Gefängnissen verbringen und wurde im Februar 1992 wegen eines Krebsleidens begnadigt. Nach ihrer Wahl für die Samajwadi Party in die Lok Sabha (1996 bis 1999) fiel Phoolan Devi wahrscheinlich der Blutrache der Einwohner von Behmai am 25. Juli 2001 in New Delhi zum Opfer.

## Entstehung
Mala Sen benötigte nach eigenen Angaben acht Jahre für die Recherchen, darunter mehrfache Besuche von Phoolan Devi im Gefängnis bis zu ihrer Freilassung. Veröffentlicht wurde das Buch vom Harvill Verlag. Die deutschsprachige Ausgabe erschien unter dem Titel Die Geschichte der Phoolan Devi: Ein indisches Frauenschicksal. Der Dokumentationsfilm Phoolan Devi – Rebellion einer Banditin entstand unabhängig von Mala Sens Publikation.

## Kontroverse
Shekhar Kapur gab bei der ersten Aufführung von Bandit Queen im August 1994 in Indien bekannt, dass der Spielfilm auf Mala Sens Biografie über Phoolan Devi beruhe: „I had a choice between Truth and Aesthetics. I chose Truth, because Truth is Pure.“ Kapurs endgültige Fassung der Verfilmung entstand ausdrücklich gegen den Willen von Phoolan Devi – Kapur soll sie nie persönlich getroffen und auch nicht zur Filmpremiere eingeladen haben. Kapurs Werk wurde von verschiedenen Seiten vehement kritisiert, wegen seiner exzessiven Gewaltdarstellung, der Nacktaufnahmen und der im Film dargestellten Vergewaltigungen. So kritisierte die Schriftstellerin und Feministin Arundhati Roy bereits 1994 Kapurs ausbeuterischen Umgang mit dem Stoff und seine Ignoranz gegenüber Phoolan Devi.
Phoolan Devi hatte Arundhati Roy in einem Gespräch angegeben, auch gegenüber Mala Sen gesagt zu haben, nicht am sogenannten Massaker von Behlai beteiligt gewesen zu sein. Roy unterstützte sie bei einer gerichtlichen Klage gegen Mala Sen und Shekpar Kapur, Phoolan Devi überwarf sich aber im Verlauf der kontroversen Veröffentlichungen in ihrem Heimatland gegen sie auch mit Arundhaty Roy.